# قیام کمونیستی در فیلیپین

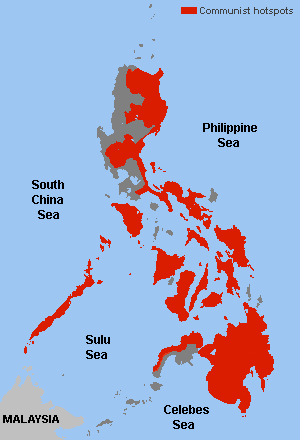
کانون‌های بنیادی کُنشگری‌های کمونیست‌ها در فیلیپین

قیام کمونیستی در فیلیپین به قیامی گفته می‌شود که هم‌اکنون به صورت مجموعه‌ای از درگیری‌ها میان حکومت فیلیپین و نیروی نظامی حزب کمونیست فیلیپین (ک.پ. پ) با مشی مارکسیست–لنینیست–مائوئیستی که ارتش نوین خلق (ن.پ. آ) نامیده می‌شود در جریان است. همچنین جبهه دموکراتیک ملی فیلیپین (ن.د.ف. پ) نیز که سازمان سیاسی ک.پ. پ محسوب می‌شود در ارتباط با این درگیری‌ها قرار دارد.
تاریخ آغاز این قیام به ۲۹ مارس ۱۹۶۹ و زمانی بازمی‌گردد که حزب کمونیست فیلیپین (ک.پ. پ) به رهبری خوزه ماریا سیسون که به تازگی تأسیس شده‌بود، با گروه مسلح کوچکی به رهبری برنابه بوسکاینو متحد شد که درواقع واحدی از حزب کمونیست فیلیپین-۱۹۳۰ با مشی مارکسیست-لنینیستی بودند که به ارتش نوین خلق تغییر نام داده و به شاخهٔ مسلح ک.پ. پ تبدیل شدند. کمتر از دو سال بعد رئیس‌جمهور فردیناند مارکوس اعلام حکومت نظامی کرد که با رادیکالیزه شدن نسل جوان همراه بود و منجر به رشد سریع حزب کمونیست و ارتش نوین خلق شد.
ارتش نوین خلق در سال ۱۹۹۲ به دو جناح منشعب شد: جناح تأییدکننده به رهبری سیسون، و جناح ردکننده که طرفدار تشکیل واحدهای نظامی بزرگ‌تر و جنگ شهری بود. در نهایت سیزده جناح کوچک‌تر از این دو گروه به وجود آمدند. ارتش نوین خلق تا سال ۲۰۰۲ کمک‌های قابل توجهی از خارج از فیلیپین دریافت کرد، اما با این وجود پیشرفت‌های آتی این گروه را مجبور کرد تا بیشتر بر روی منابع محلی تکیه کند.
قیام حزب کمونیست و ارتش نوین خلق طولانی‌ترین قیام کمونیستی جاری در جهان است و نسبت به قیام حزب کارگران انقلابی با مشی مارکسیست-لنینیستی که از ۱۹۹۵ تا کنون ادامه داشته، و نیز قیام ارتش آزادیبخش خلق کوردیلرا طی سال‌های ۱۹۸۶ تا ۲۰۱۱ و جنبش هوکبالهاپ طی سال‌های ۱۹۴۲ تا ۱۹۵۴ بزرگ‌ترین و مهم‌ترین درگیری کمونیستی در فیلیپین به‌شمار می‌رود. از سال ۱۹۶۹ تا ۲۰۰۸ بیش از ۴۳ هزار نفر تلفات در ارتباط با قیام گزارش شده است. شورش دیگری نیز توسط حزب مارکسیست-لنینیست فیلیپین و شاخهٔ مسلحش ارتش انقلابی خلق (ر.ه. ب) که نامیده می‌شود در جریان است که در سال ۱۹۹۸ از حزب کمونیست فیلیپین جدا شده و از آن زمان هم با حکومت و هم با حزب کمونیست فیلیپین (ک.پ. پ) در درگیری بوده است.